# HD 73526 b
HD 73526 b es un planeta extrasolar que se mueve en órbita alrededor de cerca de 61 millones de millas (0.66 UA) de distancia de su estrella madre. Este planeta es más masivo que Júpiter en nuestra Sistema Solar, lo más probable es que sea un gigante de gas. De acuerdo con su órbita y la luminosidad estelar, el planeta recibe probablemente el 61% de la insolación que la que recibe Mercurio.